# Pierre-sur-Haute
De Pierre-sur-Haute is een Franse berg in de Monts de Forez, Centraal Massief, op de grens van de departementen Loire en Puy-de-Dôme in de regio Auvergne-Rhône-Alpes. Van het departement Loire is het het hoogste punt, net als van de Monts de Forez. Op de flanken vindt men het skistation van skigebied Chalmazel, op de top vindt men een radarstation van de Franse luchtmacht.